# 三テルル化二アンチモン
三テルル化二アンチモン(Antimony telluride)は、Sb2Te3という化学式で表される無機化合物である。灰色の結晶性固体であるが、多形であり、融点や密度、色は結晶形に依存する。

## 合成
三テルル化二アンチモンは、500〜900℃でアンチモンをテルルと反応させることで形成される。
{\displaystyle {\ce {2Sb(l)\ + 3Te(l) -> Sb2Te3(l)}}}

## 応用
アンチモンやビスマスの他のカルコゲン化物と同様に、三テルル化二アンチモンは、半導体としての性質について研究されてきた。適切なドーパントをドープすることで、N型半導体にもP型半導体にもなる。
三テルル化二アンチモンは、一テルル化ゲルマニウムとともに金属間化合物GeSbTeを形成する。
三テルル化二ビスマスと同様に、三テルル化二アンチモンは大きな熱電効果を持つため、ペルティエ素子に用いられる。